# Карамзино
Карамзино (грч. Καλλίπολη, Калиполи) је насељено место у општини Вртикоп у периферији Средишња Македонија, Грчка. Према попису из 2021. године било је 386 становника.
Према бугарском географу и историчару, Василу Канчову, у Карамзину је 1900. године живело 250 Турака и 40 Словена хришћана. После Балканских ратова словенско становништво је напустило село, а 1924. године турско становништво је принудно исељено у Турску. На њихово место су насељене грчке избегличке породице из Турске. На попису из 1928. године Карамзино је имало 274 становника.